# Hoisin-Sauce

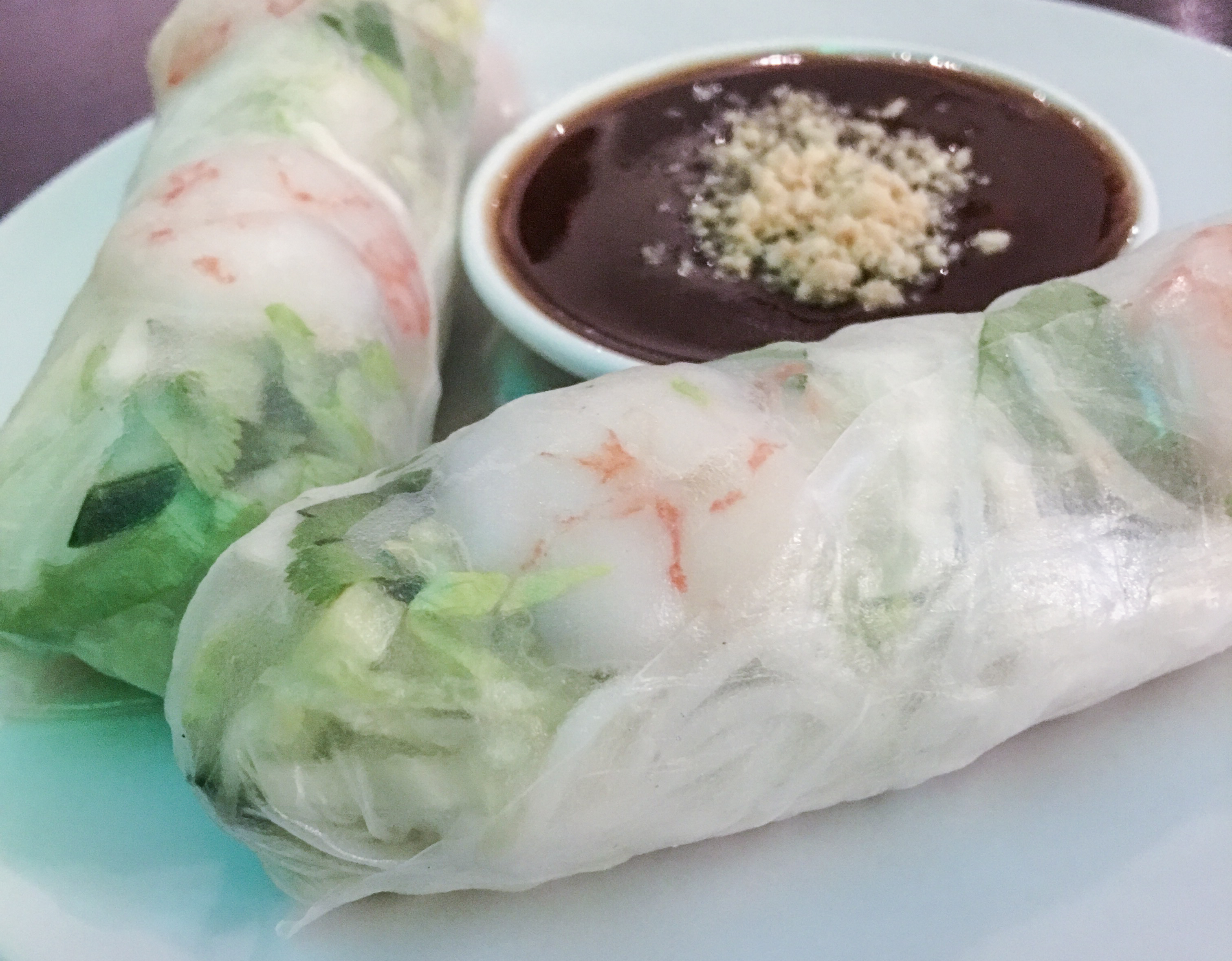
Vietnamesische Sommerrolle mit Hoisin-Sauce

Hoisin-Sauce (chinesisch 海鮮醬 / 海鲜酱, Pinyin hǎixiānjiàng, Jyutping hoi2sin1zoeng3 – „Meeresfrüchte-Soße; Soße zu Meeresfrüchten“) ist eine dickflüssige, dunkle Sauce aus der chinesischen, genauer der regionalen Kanton-Küche, und der vietnamesischen Küche. Sie wird vor allem zu Fleischgerichten verwendet, beispielsweise zu Spanferkel oder Pekingente.

## Zutaten und Geschmack
Die Bestandteile der Hoisin-Sauce sind vor allem fermentierte Sojabohnen, Zucker, Weizenmehl, Knoblauch, Essig und Chilis. Dazu kommen Salz und Sesamöl. Manchmal enthält sie auch Süßkartoffeln und Fünf-Gewürze-Pulver. Die Hoisin-Sauce schmeckt süßlich und recht kräftig.

## Name
Der Begriff „Hoisin“ ist eine Transkription der kantonesischen Aussprache des chinesischen Ausdrucks 海鮮 / 海鲜,  hǎixiān, Jyutping hoi2sin1, der übersetzt „Meeresfrüchte“ bedeutet, obwohl diese keine Bestandteile der Sauce sind. Es gibt Vermutungen, der Name gehe auf die ehemalige Verwendung von Meeresfrüchten zurück.
In der Küche Vietnams ist die Hoisin-Sauce auch als tương đen bekannt, wörtlich für „schwarze Sauce“.